# Leskea tectorum
Leskea tectorum là một loài Rêu trong họ Leskeaceae. Loài này được (Funck ex Brid.) Lindb. mô tả khoa học đầu tiên năm 1865.